# Grace McLaughin
Grace McLaughin (5 de setembro de 1995) é uma ginasta estadunidense, que compete em provas de ginástica artística.
A ginasta foi aos Jogos Pan-Americanos de 2011 ao lado das companheiras Bridgette Caquatto, Jessie DeZiel, Shawn Johnson, Brandie Jay e Bridget Sloan para conquistar a medalha de ouro por equipes, a frente da seleção canadense.